# Malin Erixon
Malin Erixon, född 1975, är en svensk regissör, manusförfattare, animatör och illustratör på Ganzanderes Animation & Illustration sedan år 2000.
Erixon är utbildad på Konstfack, Forsbergs designskola samt på Berghs School of Communication.
Erixon ligger bland annat bakom kortfilmen But You Are a Dog och de animerade kortfilmerna Benjamin's Flowers och Death by Heart och har vunnit priser på Stockholms Filmfestival. Vid Guldbaggegalan 2015 nominerades Erixons But You Are A Dog i kategorin Bästa kortfilm.
År 2008 var hon med och startade en filmfestival för animerad film, FIA.